# Hilton Oliveira
Hilton José de Oliveira (Belo Horizonte, 30 de setembro de 1940 — Belo Horizonte, 3 de março de 2006) foi um futebolista brasileiro que atuou como como ponta-esquerda.

## Morte
Morreu vítima de pneumonia em 3 de março de 2006.

## Títulos
Cruzeiro
- Campeonato Mineiro: 1959, 1960, 1965, 1966, 1967, 1968, 1969.
- Campeonato Brasileiro: Campeonato Brasileiro: 1966